# Elio Sparziano
Elio Sparziano (in latino: Aelius Spartianus) è un personaggio storico (o pseudostorico, in quanto la sua reale esistenza è dubbia) forse vissuto nella tarda antichità romana.

## Il personaggio storico
Su Elio Sparziano come personaggio storico le notizie sono scarse e poco attendibili. Di lui in pratica si conoscono soltanto due cose - il nome e il presunto ruolo di scrittore - entrambe legate all'esistenza di quell'opera complessa e criticamente discussa che è la Historia Augusta.
La Historia Augusta è una raccolta di biografie imperiali (comprese quelle di alcuni cesari ed usurpatori) che copre il periodo fra il 117 e il 284 d.C.: va dunque dal regno dell'imperatore Adriano a quelli di Caro, Carino e Numeriano. Presenta un'ampia lacuna fra il 244 e il 253 d.C., corrispondente al tempo intercorso tra i regni dell'imperatore Filippo l'Arabo e quello dell'imperatore Valeriano.
In base ad alcune indicazioni interne al testo, le varie biografie sono state attribuite a sei diversi autori: Elio Sparziano, Giulio Capitolino, Volcacio Gallicano, Elio Lampridio, Trebellio Pollione, Flavio Vopisco. Ma a livello storico, nessuno di loro è più di un semplice nome: rimane pertanto lecito dubitare della reale esistenza dei sei personaggi, o ipotizzare l'uso di pseudonimi da parte di uno o più autori rimasti ignoti.
Tradizionalmente Elio Sparziano viene considerato come l'autore delle biografie di Adriano, Lucio Elio Cesare, Didio Giuliano, Settimio Severo, Pescennio Nigro, Caracalla e Geta.

### Citazioni
Nella sua qualità di storico, Elio Sparziano viene citato nel romanzo Il Nome della Rosa di Umberto Eco, durante una delle numerose discussioni sul riso. A parlare in quel frangente è Guglielmo da Baskerville: 
(U. Eco, Il Nome della Rosa, pag. 138)
La citazione ovviamente non avalla la reale esistenza del personaggio; in ambito romanzesco ne sottolinea piuttosto la fama, persistente in epoche successive a quella antica.
I versi composti dall’imperatore Adriano sul letto di morte ( “animula vagula blandula…”) e riportati da Elio Sparziano sono citati da Marguerite Yourcenar in “Memorie di Adriano”.